# Austrodrillia beraudiana
Austrodrillia beraudiana là một loài ốc biển, là động vật thân mềm chân bụng sống ở biển trong họ Turridae.

## Miêu tả
Endemic tới Úc; sông Clarence, NSW, tới Victoria và miền nam Tasmania.